# 西東京市民映画祭
西東京市民映画祭（にしとうきょうしみんえいがさい）は、2000年より東京都西東京市にて、毎年9月下旬～10月上旬頃にかけて開催される映画祭である。劇場映画の上映と自主制作映画のコンペティションから成り立っており、西東京市民映画祭実行委員会が主催する。

## 概要
2000年7月22日、保谷市在住の映画ファンから成る保谷シネマクラブが主催し、第一回こもれび市民映画祭を開催。映画祭の名前は会場が保谷こもれびホールであることに由来する。2001年、保谷市と田無市が合併し西東京市が誕生するに伴い、映画祭名も西東京市民映画祭と改称された。2002年からは劇場映画の上映と併せて自主制作映画のコンペティションも開催するようになり、現在に至るまで審査委員長を地元在住の映画監督・佐藤純彌が務めている。
毎年、上映された映画の監督をゲストに招いたトークショーなども開かれ、佐藤純彌始め、降旗康男、深作欣二、小泉堯史、滝田洋二郎らが会場に訪れている。